# Carte des vins

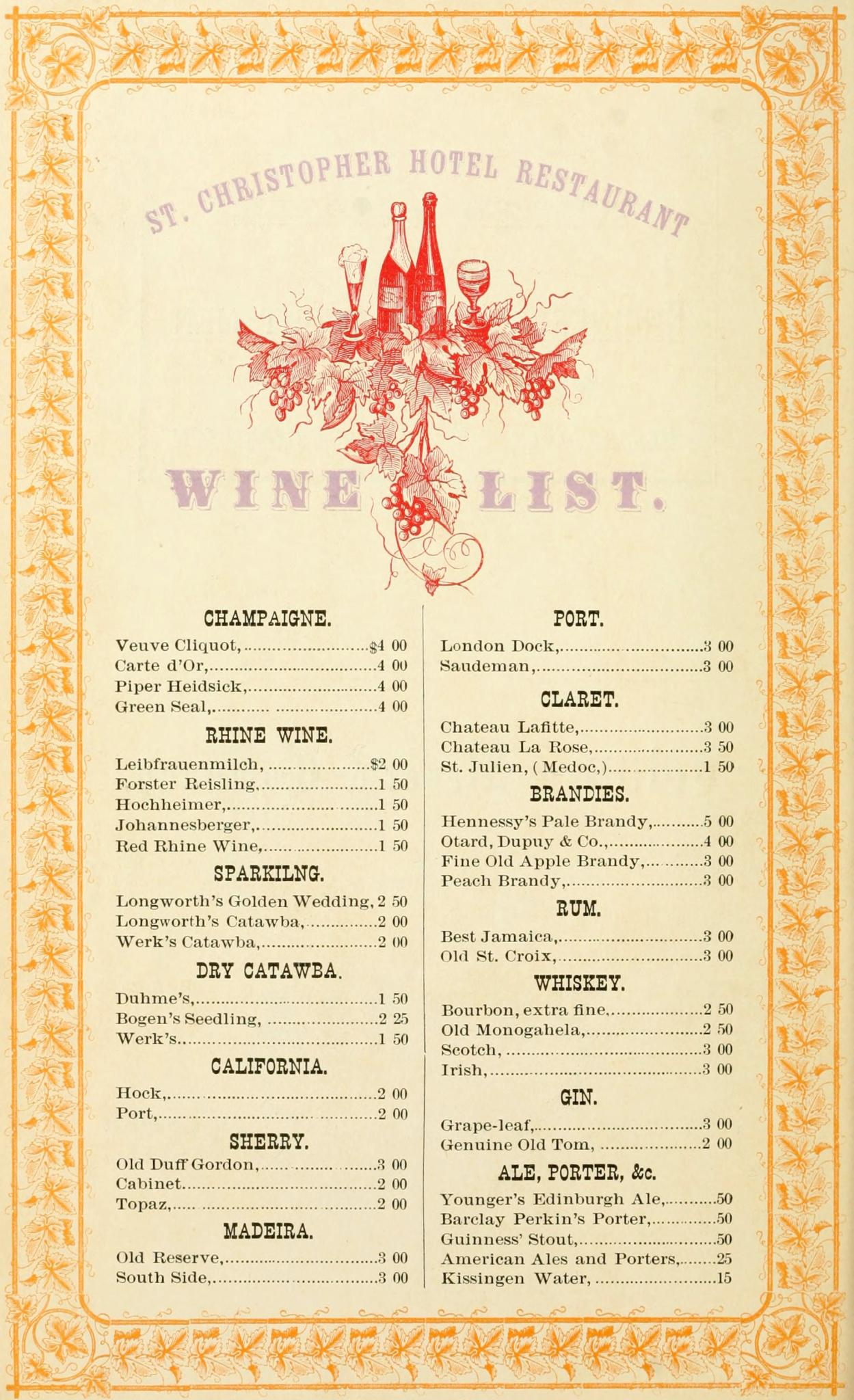
Carte des vins d'un restaurant en 1870.

Une carte des vins nomme généralement un menu particulier présentant une sélection de vins proposés à la vente dans un restaurant. Ce type de sélection tire ses origines de l'antiquité et a évolué au fil des siècles vers des listes de vins proposées tant par un producteur, qu'un négociant ou un détaillant. La carte des vins - et particulièrement celles proposées en restauration - reflète toujours le choix subjectif de celui qui l'a ordonnancée. 

## Historique

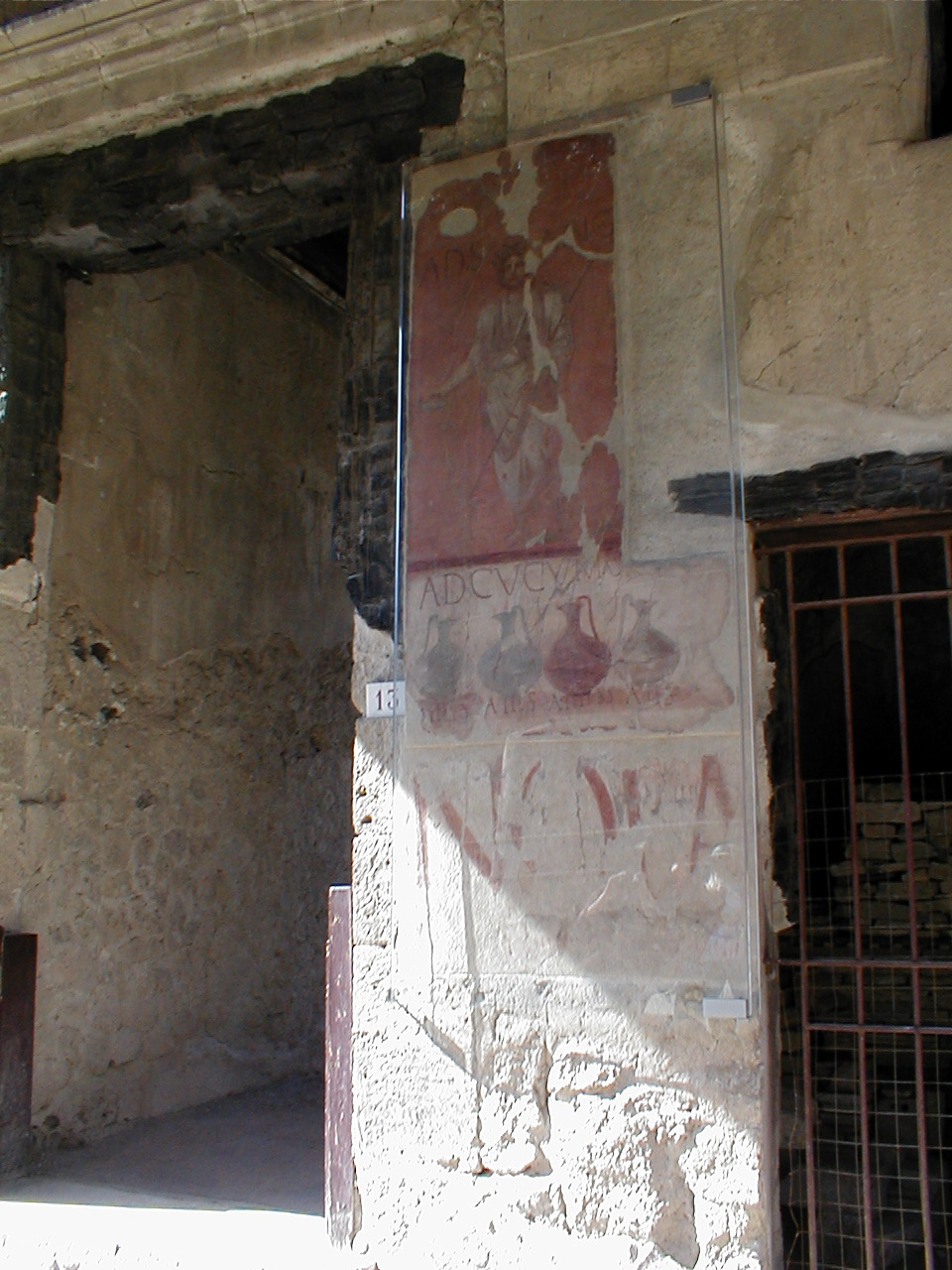
Caupona à Herculanum avec liste et prix des vins.

On connaît des cartes des vins remontant à l'époque de l'Égypte antique.
Les cartes des vins anciennes n'étaient pas destinées à figurer dans un menu, mais plutôt à servir à l'inventaire et à l'administration du service des vins dans les maisons royales.
La caupona, mot d'origine inconnue, devint dans les grandes villes de l'Empire romain, un lieu de débit de vin. Différents crus y étaient vendus et bus au comptoir. Ces établissements offraient aussi des mets séchés et salés à déguster sur place. Une inscription de Pompéi nous indique des pratiques de prix modérés : un as pour boire du vin, deux pour du meilleur, quatre pour du falerne, cru réputé. De plus les cauponae mettaient à la disposition de leurs clients une arrière-salle ou un jardin où se produisaient des danseuses, des tables de jeu et des chambres à louer.
Au Moyen Âge, la Bataille des vins, est la première tentative faite d'un classement. Ce poème en 204 vers, composé peu après 1224 par Henri d'Andeli, constitue un inappréciable témoignage sur les vignobles connus (français et méditerranéen) du XIIIe siècle. Il se déroule à la table du roi de France Philippe-Auguste, qui a envoyé partout ses messagers rassembler les meilleurs vins blancs, pour en établir la liste. Un prêtre anglais déguste les vins qui lui sont présentés, excommunie les mauvais vins et donne son appréciation pour ceux qui restent en lice,.
Au milieu du XIXe siècle parurent consécutivement deux importantes listes de vins. La première fut la classification officielle des vins de Bordeaux de 1855, établie à l'époque sur la demande de l'empereur Napoléon III pour l'exposition universelle de Paris de 1855. L'Union des courtiers de commerce près la Bourse de Bordeaux reçut une lettre datant de 6 avril 1855 demandant « de vouloir bien nous transmettre la liste bien exacte et bien complète de tous les crus rouges classés du département... également... la classification relative aux grands vins blancs ». Ces courtiers en vin établirent un classement en fonction de la réputation des châteaux et le prix de leur production sur la base d'une tradition de deux siècles de classification informelle, qui à l'époque étaient directement en relation avec la qualité.
Les vins furent classés en importance du premier au cinquième cru. 

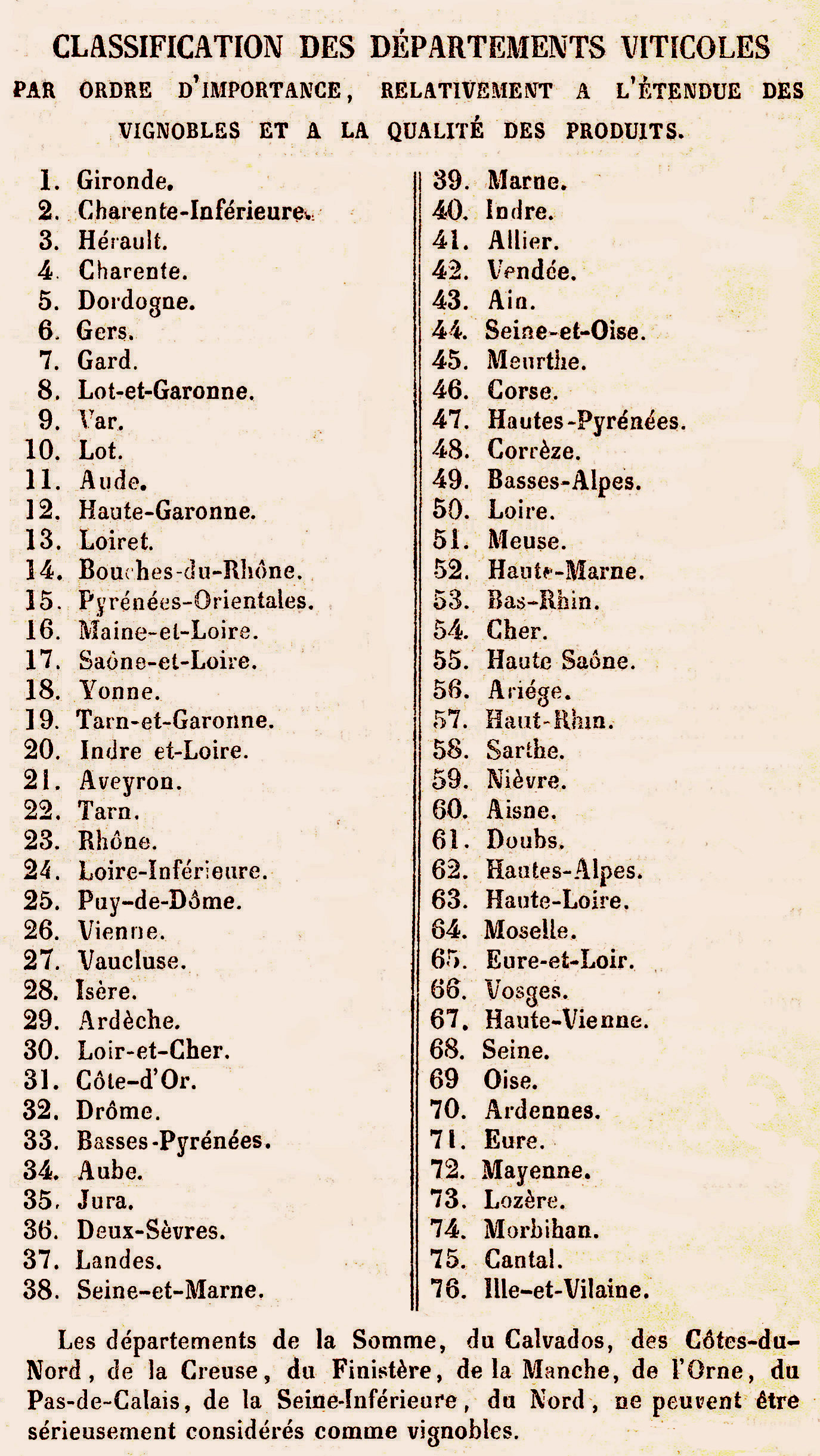
Classemement du Moniteur vinicole (2 juillet 1856).

Un an plus tard, le Moniteur vinicole, organe de presse des Entrepôts de Bercy, siège parisien des négociants en vin, publie un « Classement des départements viticoles par ordre d'importance relative à l'étendue des vignobles et à la qualité des produits ». Hormis le bordeaux, le bourgogne et le champagne, l'ignorance est totale. La quasi-totalité des vins de France est ignorée du négoce parisien et des grandes places de consommation. Pour pallier cette méconnaissance, Achille Larive, directeur de ce journal, lance un « appel aux propriétaires de crus ignorés ». Le 10 septembre 1856, il put publier les résultats de son enquête. À titre d'exemple, à la rubrique Vaucluse, il n'y a que « le cru du Coteau-brulé, ceux de Lanerte et Château-Neuf ». 
Dans le numéro suivant, un lecteur vauclusien tient à préciser « Nos vignobles, égaux et supérieurs en qualité à beaucoup d'autres auxquels la routine a donné une aura, n'ont pas été appréciés autant qu'il le mériteraient... En l'état actuel, nos vins sont livrés à la consommation sous un pseudonyme plus ou moins brillants : vins d'Espagne, de Narbonne, de Saint-Gilles, etc. Leur origine se cache sous une estampille d'emprunt ». 
Ces deux classements sont à l'origine des cartes des vins dans la restauration sous forme de menus de dégustation ou de liste de vins disponibles à l'achat qui sont proposées dans les caves vinicoles et les boutiques spécialisées dans la vente de vins. Ce type d'indication s'est généralisé dans la seconde moitié du XXe siècle avec l'apparition des premiers guides des vins. En 1978 était d'abord paru un numéro spécial du Guide Gault-Millau qui titrait « Tout sur le vin en 80 pages et les 500 adresses du vrai connaisseur », face à son succès, cette édition fut renouvelée chaque année et déboucha, en 1984, sur le premier guide du vin. Cette gigantesque carte des vins comportait 600 pages et répertoriait 1 500 vins sélectionnés pour leur excellent rapport qualité/prix.

## Restauration

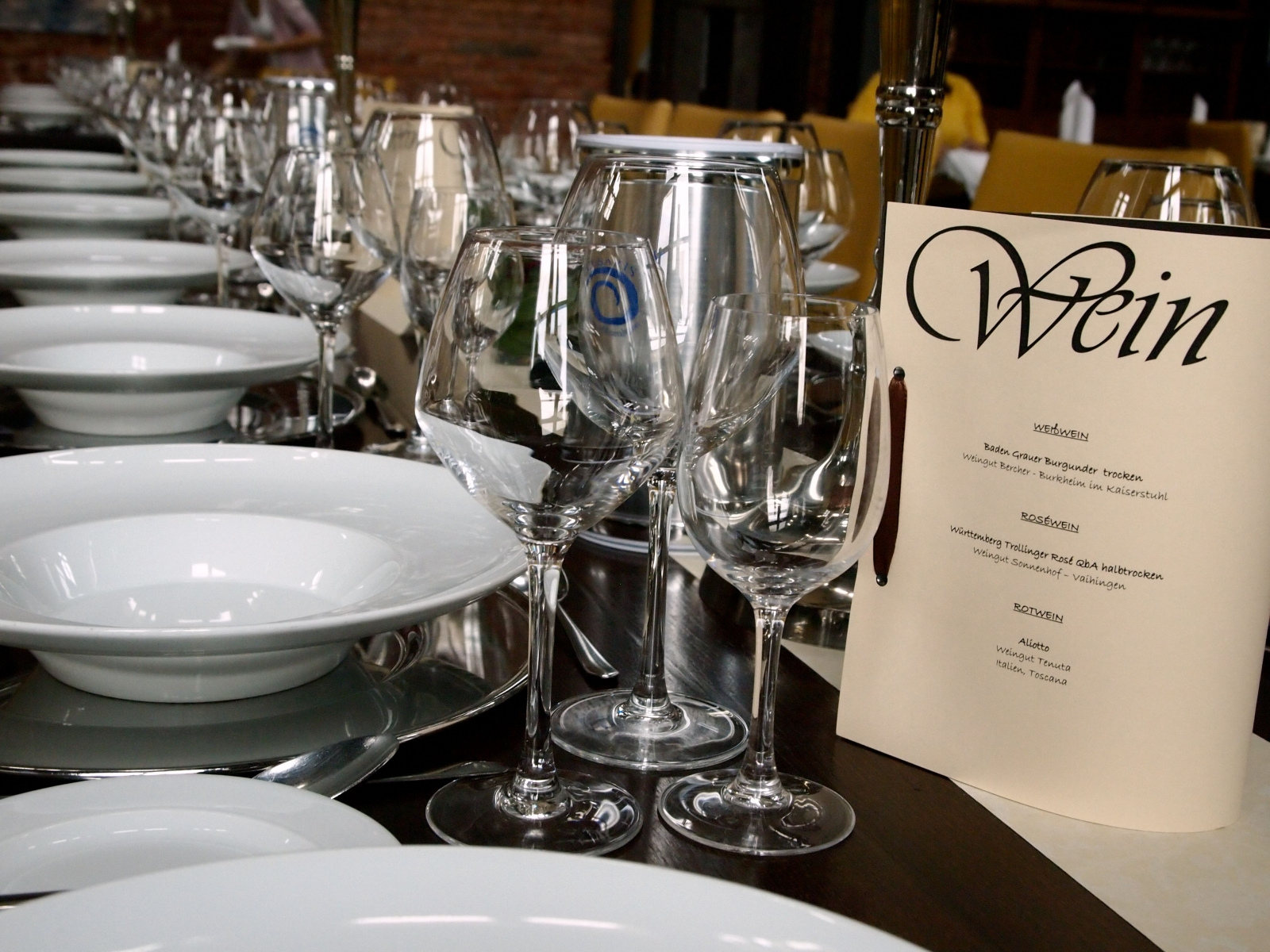
Carte des vins dans un restaurant allemand.

Un restaurant peut insérer une liste des vins disponibles dans son menu principal, mais en général il propose une carte des vins séparée. C'est un sommelier qui est habituellement chargé d'établir la carte des vins, de former le personnel sur la question des vins et de conseiller les clients dans leur choix de vins.
La carte des vins dans un restaurant décrit les vins disponibles en un seul répertoire. Elle est tributaire du style de l'établissement, de l'assortiment de plats, du type de cuisine proposée, etc. Un restaurant proposant un choix restreint peut organiser sa carte en deux groupes (vins rouges et vins blancs). Il y a deux façons de structurer une carte des vins :
Dans la première, elle est composée de trois sections : apéritif, vin (avec indication du lieu de production et de la couleur), digestifs.
La seconde comprend toujours trois sections, mais détaille plus les apéritifs et digestifs avec la division en paragraphes : vermouth, cocktails, bières, etc. ainsi que vodka, cognac, armagnac, whisky, rhum, gin, tequila, liqueur, etc.
Une bonne carte des vins décrit de la plus façon la plus complète les vins proposés : vins rouges, vins blancs, vins rosés, vins de dessert, appellation, millésime, sections ou sous-catégories par cépages, origine indiquant la région ou le pays de production, terroir viticole, producteur, type de bouteille, prix. Dans les grands restaurants, la carte des vins est commentée par un serveur ou un sommelier.